# Campionati europei di triathlon
La ETU (European Triathlon Union) organizza i Campionati europei di triathlon (Triathlon European Championships). Si disputano con cadenza annuale..

## Edizioni
| Anno | Sede              | Nazione        |
| ---- | ----------------- | -------------- |
| 1985 | Immenstadt        | Germania Ovest |
| 1986 | Milton Keynes     | Regno Unito    |
| 1987 | Marsiglia         | Francia        |
| 1988 | Venezia           | Italia         |
| 1989 | Cascais           | Portogallo     |
| 1990 | Linz              | Austria        |
| 1991 | Ginevra           | Svizzera       |
| 1992 | Lommel            | Belgio         |
| 1993 | Echternach        | Lussemburgo    |
| 1994 | Eichstätt         | Germania       |
| 1995 | Stoccolma         | Svezia         |
| 1996 | Szombathely       | Ungheria       |
| 1997 | Vuokatti          | Finlandia      |
| 1998 | Velden            | Austria        |
| 1999 | Funchal           | Portogallo     |
| 2000 | Stein             | Paesi Bassi    |
| 2001 | Karlovy Vary      | Rep. Ceca      |
| 2002 | Győr              | Ungheria       |
| 2003 | Karlovy Vary      | Rep. Ceca      |
| 2004 | Valencia          | Spagna         |
| 2005 | Losanna           | Svizzera       |
| 2006 | Autun             | Francia        |
| 2007 | Copenaghen        | Danimarca      |
| 2008 | Lisbona           | Portogallo     |
| 2009 | Holten            | Paesi Bassi    |
| 2010 | Athlone           | Irlanda        |
| 2011 | Pontevedra        | Spagna         |
| 2012 | Eilat             | Israele        |
| 2013 | Alanya            | Turchia        |
| 2014 | Kitzbühel         | Austria        |
| 2015 | Ginevra           | Svizzera       |
| 2016 | Lisbona           | Portogallo     |
| 2017 | Kitzbühel         | Austria        |
| 2018 | Glasgow           | Regno Unito    |
| 2019 | Weert             | Paesi Bassi    |
| 2020 | Tartu             | Estonia        |
| 2021 | Valencia          | Spagna         |
| 2022 | Monaco di Baviera | Germania       |

## Albo d'oro

### Élite

#### Uomini
| Anno | Oro                    | Argento                   | Bronzo                 |
| ---- | ---------------------- | ------------------------- | ---------------------- |
| 1985 | Rob Barel              | Klaus Klaeren             | Jörg Hoffmann          |
| 1986 | Rob Barel (2)          | Jurgen Zack               | Jörg Hoffmann          |
| 1987 | Rob Barel (3)          | Philippe Methion          | Karel Blondeel         |
| 1988 | Rob Barel (4)          | Didier Volckaert          | Jochen Basting         |
| 1989 | Yves Cordier           | Rob Barel                 | Jurgen Zack            |
| 1990 | Fons Hamblock          | Rob Barel                 | Wolfgang Kattnig       |
| 1991 | Simon Lessing          | Rob Barel                 | Remy Rampteau          |
| 1992 | Spencer Smith          | Simon Lessing             | Glenn Cook             |
| 1993 | Simon Lessing (2)      | Thomas Hellriegel         | Rainer Mueller-Hoerner |
| 1994 | Simon Lessing (3)      | Ralf Eggert               | Rainer Mueller-Hoerner |
| 1995 | Rainer Mueller-Hoerner | Luc Van Lierde            | Spencer Smith          |
| 1996 | Luc Van Lierde         | Dennis Looze              | Ralf Eggert            |
| 1997 | Spencer Smith (2)      | Stephan Vuckovic          | Jose Miguel Barbany    |
| 1998 | Andrew Johns           | Jean-Christophe Guinchard | Volodymyr Polikarpenko |
| 1999 | Reto Hug               | Jan Řehula                | Martin Krňávek         |
| 2000 | Andrew Johns (2)       | Reto Hug                  | Erik van der Linden    |
| 2001 | Filip Ospaly           | Iván Raña                 | Erik van der Linden    |
| 2002 | Iván Raña              | Filip Ospalý              | Maik Petzold           |
| 2003 | Iván Raña (2)          | Filip Ospaly              | Martin Krnavek         |
| 2004 | Rasmus Henning         | Eneko Llanos              | Daniel Unger           |
| 2005 | Frederic Belaubre      | Cedric Fleureton          | Sven Riederer          |
| 2006 | Frederic Belaubre (2)  | Cedric Fleureton          | Andrew Johns           |
| 2007 | Javier Gómez           | Jan Frodeno               | Daniel Unger           |
| 2008 | Frederic Belaubre (3)  | Tony Moulai               | Olivier Marceau        |
| 2009 | Javier Gómez (2)       | Alistair Brownlee         | Aleksandr Brjuchankov  |
| 2010 | Alistair Brownlee      | Javier Gómez              | David Hauss            |
| 2011 | Alistair Brownlee (2)  | Jonathan Brownlee         | Dmitrij Poljanskij     |
| 2012 | Javier Gómez (3)       | Aleksandr Brjuchankov     | Ivan Vasil'ev          |
| 2013 | Ivan Vasil'ev          | Alessandro Fabian         | Mario Mola             |
| 2014 | Alistair Brownlee (3)  | Dmitrij Poljanskij        | Mario Mola             |
| 2015 | David Hauss            | Sven Riederer             | Kristian Blummenfelt   |
| 2016 | Javier Gómez (4)       | Dmitrij Poljanskij        | Andrea Salvisberg      |
| 2017 | João Pereira           | Raphael Montoya           | João Pedro Silva       |
| 2018 | Pierre Le Corre        | Fernando Alarza           | Marten Van Riel        |
| 2019 | Alistair Brownlee (4)  | Joao Pereira              | Jelle Geens            |
| 2020 |                        |                           |                        |
| 2021 |                        |                           |                        |
| 2022 |                        |                           |                        |

#### Donne
| Anno | Oro                            | Argento             | Bronzo                     |
| ---- | ------------------------------ | ------------------- | -------------------------- |
| 1985 | Alexandra Kremer               | Anna-Lena Fritzon   | Sarah Coope                |
| 1986 | Lieve Paulus                   | Sarah Springman     | Sarah Coope                |
| 1987 | Sarah Coope                    | Sarah Springman     | Chantal Malherbe           |
| 1988 | Sarah Springman                | Dolorita Gerber     | Pernille Svarre            |
| 1989 | Simone Mortier                 | Kirsten Ullrich     | Sarah Springman            |
| 1990 | Thea Sijbesma                  | Simone Mortier      | Isabelle Mouthon-Michellys |
| 1991 | Isabelle Mouthon-Michellys     | Simone Mortier      | Sonja Krolik               |
| 1992 | Sonja Krolik                   | Lone Larsen         | Ute Schaefer               |
| 1993 | Simone Westhoff                | Simone Mortier      | Lydie Reuze                |
| 1994 | Sonja Krolik (2)               | Simone Westhoff     | Isabelle Mouthon-Michellys |
| 1995 | Isabelle Mouthon-Michellys (2) | Natascha Badmann    | Suzanne Nielsen            |
| 1996 | Suzanne Nielsen                | Mieke Suys          | Sophie Delemer             |
| 1997 | Natascha Badmann               | Virginia Berasategi | Suzanne Nielsen            |
| 1998 | Wieke Hoogzaad                 | Ingrid Van Lubek    | Stephanie Forrester        |
| 1999 | Anja Dittmer                   | Magali Di Marco     | Sian Brice                 |
| 2000 | Kathleen Smet                  | Magali Di Marco     | Julie Dibens               |
| 2001 | Michelle Dillon                | Kathleen Smet       | Analeah Emmerson           |
| 2002 | Kathleen Smet (2)              | Leanda Cave         | Christiane Pilz            |
| 2003 | Ana Burgos                     | Nadia Cortassa      | Kathleen Smet              |
| 2004 | Vanessa Fernandes              | Kate Allen          | Pilar Hidalgo              |
| 2005 | Vanessa Fernandes (2)          | Ana Burgos          | Nadia Cortassa             |
| 2006 | Vanessa Fernandes (3)          | Anja Dittmer        | Nadia Cortassa             |
| 2007 | Vanessa Fernandes (4)          | Kate Allen          | Nicola Spirig              |
| 2008 | Vanessa Fernandes (5)          | Nadia Cortassa      | Lisa Nordén                |
| 2009 | Nicola Spirig                  | Elizabeth May       | Vanessa Fernandes          |
| 2010 | Nicola Spirig (2)              | Carole Peon         | Lisa Nordén                |
| 2011 | Emmie Charayron                | Vendula Frintova    | Annamaria Mazzetti         |
| 2012 | Nicola Spirig (3)              | Ainhoa Murua        | Emmie Charayron            |
| 2013 | Rachel Klamer                  | Vicky Holland       | Vendula Frintova           |
| 2014 | Nicola Spirig (4)              | Sophia Saller       | Annamaria Mazzetti         |
| 2015 | Nicola Spirig (5)              | Annamaria Mazzetti  | Ainhoa Murúa               |
| 2016 | India Lee                      | Yuliya Yelistratova | Zsófia Kovács              |
| 2017 | Jessica Learmonth              | Sophie Coldwell     | Alice Betto                |
| 2018 | Nicola Spirig (6)              | Jessica Learmonth   | Cassandre Beaugrand        |
| 2019 | Beth Potter                    | Sandra Dodet        | Claire Michel              |
| 2020 |                                |                     |                            |
| 2021 |                                |                     |                            |
| 2022 |                                |                     |                            |

### Under 23

#### Uomini
| Anno | Oro                      | Argento               | Bronzo                   |
| ---- | ------------------------ | --------------------- | ------------------------ |
| 2006 | William Clarke           | Oliver Freeman        | Balázs Pocsai            |
| 2007 | Ritchie Nicholls         | Alexander Bryukhankov | Charles Rusterholz       |
| 2008 | João Pedro Silva         | Miguel Arraiolos      | Dmitry Polyanskiy        |
| 2009 | Dmitry Polyanskiy        | Alessandro Fabian     | Alexander Bryukhankov    |
| 2010 | João Pedro Silva (2)     | Jonathan Brownlee     | Alexander Bryukhankov    |
| 2011 | João Pedro Silva (3)     | Davide Uccellari      | Igor Polyanskiy          |
| 2012 | Pierre Le Corre          | Richard Varga         | Thomas Bishop            |
| 2013 | Florin Salvisberg        | Jelle Geens           | Vicente Hernandez        |
| 2014 | Gordon Benson            | Vicente Hernandez     | Pedro Mendes             |
| 2015 | David Castro Fajardo     | Marc Austin           | Delian Stateff           |
| 2016 | David Castro Fajardo (2) | Dario Chitti          | Shachar Sagiv            |
| 2017 | Bence Bicsák             | Sylvain Fridelance    | Márk Dévay               |
| 2018 | Max Studer               | Jannik Schaufler      | Roberto Sanchez Mantecon |
| 2019 |                          |                       |                          |
| 2020 |                          |                       |                          |
| 2021 |                          |                       |                          |
| 2022 |                          |                       |                          |

#### Donne
| Anno | Oro                      | Argento                    | Bronzo             |
| ---- | ------------------------ | -------------------------- | ------------------ |
| 2006 | Vanessa Fernandes        | Virginie Jouve             | Elizabeth May      |
| 2007 | Rosie Clarke             | Renáta Koch                | Camille Cierpik    |
| 2008 | Vanessa Fernandes (2)    | Yuliya Yelistratova        | Jeanne Collonge    |
| 2009 | Yuliya Yelistratova      | Jodie Stimpson             | Emmie Charayron    |
| 2010 | Agnieszka Jerzyk         | Yuliya Yelistratova        | Annamaria Mazzetti |
| 2011 | Alexandra Razarenova     | Mariya Shorets             | Liubov Polyanskaya |
| 2012 | Alexandra Cassan Ferrier | Alexandra Razarenova       | Elena Danilova     |
| 2013 | Lois Rosindale           | Rachel Klamer              | Arina Shulgina     |
| 2014 | Elena Danilova           | Léonie Périault            | Sofie Hooghe       |
| 2015 | Lucy Hall                | Ilaria Zane                | Melanie Santos     |
| 2016 | Angelica Olmo            | Sophie Coldwell            | Ekaterina Matiukh  |
| 2017 | Georgia Taylor-Brown     | Zsanett Bragmayer          | Sian Rainsley      |
| 2018 | Julie Derron             | Cecilia Santamaria Surroca | Olivia Mathias     |
| 2019 |                          |                            |                    |
| 2020 |                          |                            |                    |
| 2021 |                          |                            |                    |
| 2022 |                          |                            |                    |

### Junior

#### Uomini
| Anno | Oro                   | Argento                 | Bronzo                    |
| ---- | --------------------- | ----------------------- | ------------------------- |
| 1995 | Ralph Zeetsen         | Yannick Bourseaux       | Andreas Raelert           |
| 1996 | Ralph Zeetsen (2)     | Sebastien Berlier       | Andreas Raelert           |
| 1997 | Ralph Zeetsen (3)     | Stefan Kink             | Andriy Glushchenko        |
| 1998 | Clemente Alonso       | Tim Don                 | Guillaume Dechavanne      |
| 1999 | Iván Raña             | Raúl Córdoba            | Christian Weimer          |
| 2000 | Steffen Justus        | Frederic Belaubre       | Leonid Ivanov             |
| 2001 | Sven Riederer         | Sylvain Sudrie          | Peter Croes               |
| 2002 | Peter Croes           | Laurent Vidal           | Andreas Giglmayr          |
| 2003 | Peter Croes (2)       | Thomas Springer         | Oliver Freeman            |
| 2004 | Oliver Freeman        | William Clarke          | Valentin Meshcheryakov    |
| 2005 | Oliver Freeman (2)    | Sebastian Rank          | Jonathan Zipf             |
| 2006 | Aurélien Raphael      | Aleksandr Brjuchankov   | Alistair Brownlee         |
| 2007 | Alistair Brownlee     | Aurélien Raphael        | João Pedro Silva          |
| 2008 | Vincent Luis          | João Pedro Silva        | Jonathan Brownlee         |
| 2009 | Jonathan Brownlee     | Mario Mola              | Anton Kozlov              |
| 2010 | Vicente Hernández     | Andrey Brukhankov       | Vyacheslav Pimenov        |
| 2011 | Justus Nieschlag      | Jelle Geens             | Matthias Steinwandter     |
| 2012 | Matthias Steinwandter | Delian Stateff          | Kristian Blummenfelt      |
| 2013 | Dorian Coninx         | Raphael Montoya         | Marc Austin               |
| 2014 | Raphael Montoya       | Antonio Serrat Seoane   | Maxime Hueber-Moosbrugger |
| 2015 | Lasse Lührs           | Ignacio Gonzalez Garcia | Ben Dijkstra              |
| 2016 | Javier Lluch Perez    | Samuel Dickinson        | Emil Deleuran Hansen      |
| 2017 | Vasco Vilaca          | Javier Lluch Perez      | Csongor Lehmann           |
| 2018 |                       |                         |                           |
| 2019 | Paul Georgenthum      | Boris Pierre            | Ricardo Batista           |
| 2020 |                       |                         |                           |
| 2021 |                       |                         |                           |
| 2022 |                       |                         |                           |

#### Donne
| Anno | Oro                      | Argento            | Bronzo              |
| ---- | ------------------------ | ------------------ | ------------------- |
| 1995 | Marie Overbye            | Anja Dittmer       | Katrin Helmcke      |
| 1996 |                          |                    |                     |
| 1997 | Joelle Franzmann         | Heidi Jesberger    | Nina Fischer        |
| 1998 | Beth Thomson             | Jana Jirouskova    | Joelle Franzmann    |
| 1999 | Nicola Spirig            | Marianne Braun     | Delphine Py-Bilot   |
| 2000 | Jodie Swallow            | Henrietta Freeman  | Aniko Gog           |
| 2001 | Jodie Swallow (2)        | Nicola Spirig      | Ricarda Lisk        |
| 2002 | Wendy de Boer            | Marion Lorblanchet | Vanessa Fernandes   |
| 2003 | Vanessa Fernandes        | Anna Boikova       | Marta Jimenez       |
| 2004 | Daniela Ryf              | Zsófia Kovács      | Charlotte Bonin     |
| 2005 | Daniela Ryf (2)          | Charlotte Bonin    | Rosie Clarke        |
| 2006 | Anais Moniz              | Jeanne Collonge    | Rebecca Robisch     |
| 2007 | Hollie Avil              | Rebecca Robisch    | Kirsty McWilliam    |
| 2008 | Emmie Charayron          | Kirsty McWilliam   | Anais Moniz         |
| 2009 | Emmie Charayron (2)      | Rachel Klamer      | Vicky Graves        |
| 2010 | Annika Vössing           | Lucy Chittenden    | Justine Guerard     |
| 2011 | Hanna Philippin          | Eszter Dudas       | Eszter Pap          |
| 2012 | Georgia Taylor-Brown     | Léonie Périault    | Sarah Wilm          |
| 2013 | Georgia Taylor-Brown (2) | Laura Lindemann    | Angelica Olmo       |
| 2014 | Laura Lindemann          | Audrey Merle       | Cassandre Beaugrand |
| 2015 | Laura Lindemann (2)      | Jeanne Lehair      | Lena Meißner        |
| 2016 | Cassandre Beaugrand      | Lisa Tertsch       | Lena Meißner        |
| 2017 | Kate Waugh               | Sif Bendix Madsen  | Jessica Fullagar    |
| 2018 |                          |                    |                     |
| 2019 | Beatrice Mallozzi        | Nora Gmür          | Magdalena Früh      |
| 2020 |                          |                    |                     |
| 2021 |                          |                    |                     |
| 2022 |                          |                    |                     |

## Medagliere Élite
| Pos. | Paese       | Oro | Argento | Bronzo |    |
| ---- | ----------- | --- | ------- | ------ | -- |
| 1    | Regno Unito | 16  | 8       | 10     | 34 |
| 2    | Francia     | 8   | 7       | 8      | 23 |
| 3    | Germania    | 7   | 13      | 13     | 33 |
| 4    | Svizzera    | 7   | 7       | 3      | 17 |
| 5    | Paesi Bassi | 7   | 5       | 2      | 14 |
| 6    | Spagna      | 6   | 6       | 5      | 17 |
| 7    | Portogallo  | 6   | 1       | 2      | 9  |
| 8    | Belgio      | 5   | 4       | 4      | 13 |
| 9    | Danimarca   | 2   | 1       | 3      | 6  |
| 10   | Rep. Ceca   | 1   | 4       | 3      | 8  |
| 11   | Russia      | 1   | 2       | 3      | 6  |
| 12   | Italia      | 0   | 4       | 5      | 9  |
| 13   | Austria     | 0   | 2       | 1      | 3  |
| 14   | Svezia      | 0   | 1       | 2      | 3  |
| 15   | Lussemburgo | 0   | 1       | 0      | 1  |
| 16   | Ucraina     | 0   | 0       | 1      | 1  |
| 16   | Norvegia    | 0   | 0       | 1      | 1  |